# Gundowald

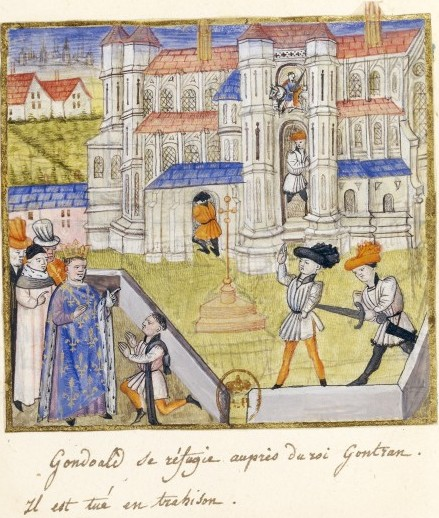
Gundowald geeft zich over aan koning Gontram (15e-eeuwse miniatuur).

Gundowald, ook Gundobald, Gundovald of Gondovald (Frans: Gombaud, - 585) was rond 584 of 585 als usurpator koning van Aquitanië; hij werd gevangengenomen en gedood door de Merovingische koning Gontram I in Comminges in 585.

## Familiegeschiedenis
Gundowald beweerde de onwettige zoon te zijn van koning Chlotharius I, de laatste koning van heel het Frankische Rijk, die stierf in 561, en hij en zijn moeder probeerden dit via getuigen te bewijzen. Daar hij door Chlotharius tijdens zijn leven niet werd erkend en in het openbaar was ontdaan van zijn koninklijke claim door zijn haar te knippen, vluchtte hij via Italië naar Constantinopel, waar de Oost-Romeinse keizer hem asiel verleende. 

## Opstand tegen Gontram

Het koninkrijk Aquitanië in 584-585.

In 581 was er binnenlandse onrust in het Frankische rijk, zodat een groep edelen bij keizer Tiberios vroegen om Gundowald uit te sturen om Childebert te onttronen. Met de financiële steun van Tiberios’ opvolger Maurikios, die op deze manier invloed in de voormalige provincie Gallië hoopte terug te krijgen, keerde Gundowald in 582/583 als pretendent terug in het koninkrijk van Gontram. Gundowald nam met zijn leger enkele steden in Zuid-Gallië, Poitiers en Toulouse, over en liet zich uiteindelijk tot koning uitroepen. Maar intussen hadden er zich op binnenlands vlak veranderingen voorgedaan en de meeste edelen weigerden nog langer de usurpator te steunen. Gontram, als legitieme zoon van Clotharius koning van Bourgondië, trok nu op tegen Gundowald, die hij als vermeende molenaarszoon met de bijnaam "Ballomer" beschimpte om te benadrukken dat de pretendent eigenlijk geen echte Merovinger was. Gundowald vluchtte naar Comminges, waar zijn overgebleven volgelingen hem uitleverden toen ze werden geconfronteerd met de overmacht van het leger van Gontram. Gundowald werd geëxecuteerd, Gontram had met succes zijn koninklijke waardigheid verdedigd en de laatste gedocumenteerde poging van de Oost-Romeinse keizer om Gallië te beïnvloeden was mislukt.